# 田村真来
田村 真来（たむら まき、1977年9月5日 - ）は、日本中央競馬会 (JRA) の元騎手。
元騎手、元調教助手の田村正光は父。競馬学校花の12期生のうちのひとりであり、増沢由貴子（旧姓・牧原）、細江純子とともにJRA史上初の女性騎手として注目された。
茨城県出身。1996年デビュー。初騎乗は同年3月2日のサンバードシチー、初勝利は同年3月24日のリキサンブルボンであった。
2001年8月31日、わずか5年で騎手を引退。通算成績は430戦9勝であった。